# Světová výstava 1878

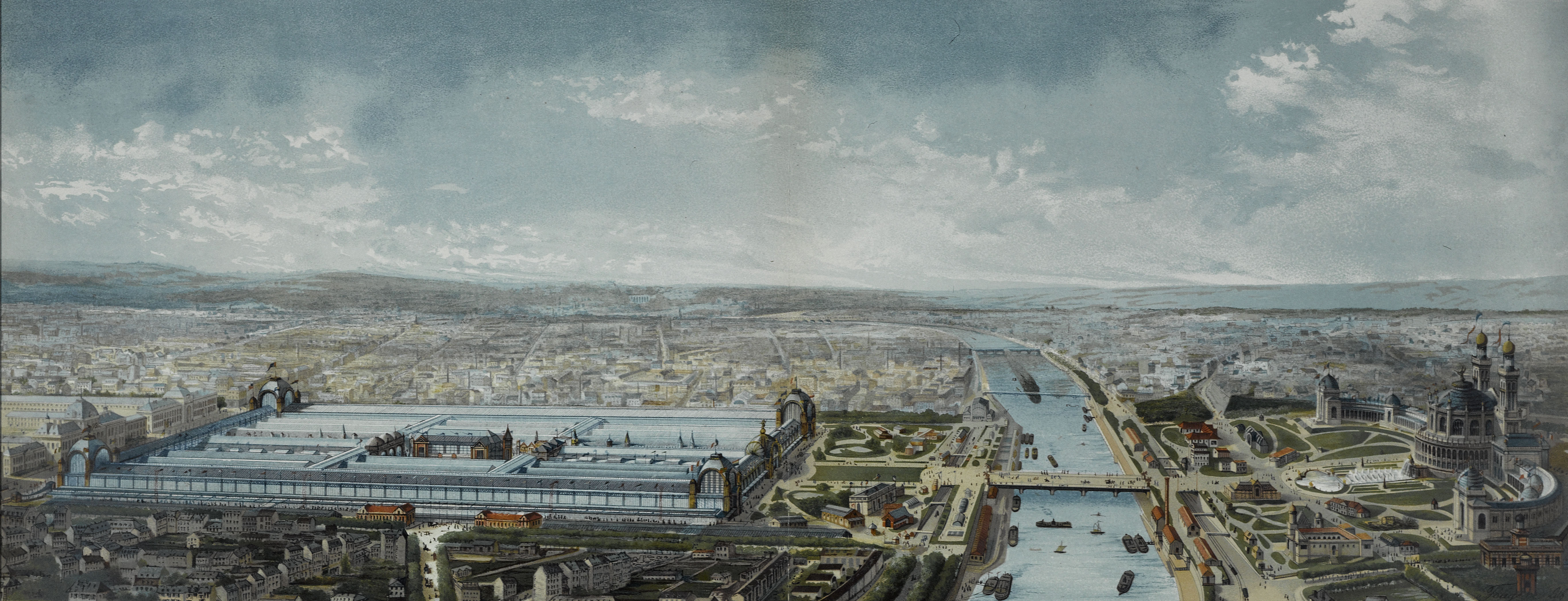
Pohled na výstaviště na obou březích řeky

Světová výstava 1878 (francouzsky Exposition universelle de 1878) byla v pořadí 7. světová výstava a zároveň třetí, která se uskutečnila v Paříži. Trvala od 1. května do 31. října 1878 na Champ-de-Mars a pahorku Chaillot.

## Výstaviště
Práce na přípravě výstaviště trvaly celých 19 měsíců. Výstava měla rozlohu 75 hektarů a zabírala Champ-de-Mars na levém břehu a kopec Chaillot přes Seinu na pravém břehu. Most Iéna mezi oběma břehy byl zvětšen pro snadný přechod množství návštěvníků. U Champ-de-Mars bylo postaveno i nádraží, na které vedly čtyři koleje. Na konci ostrova Cygnes byla vybudována kovová lávka passerelle de Passy (dnes zde stojí Most Bir-Hakeim).

## Palais du Trocadero

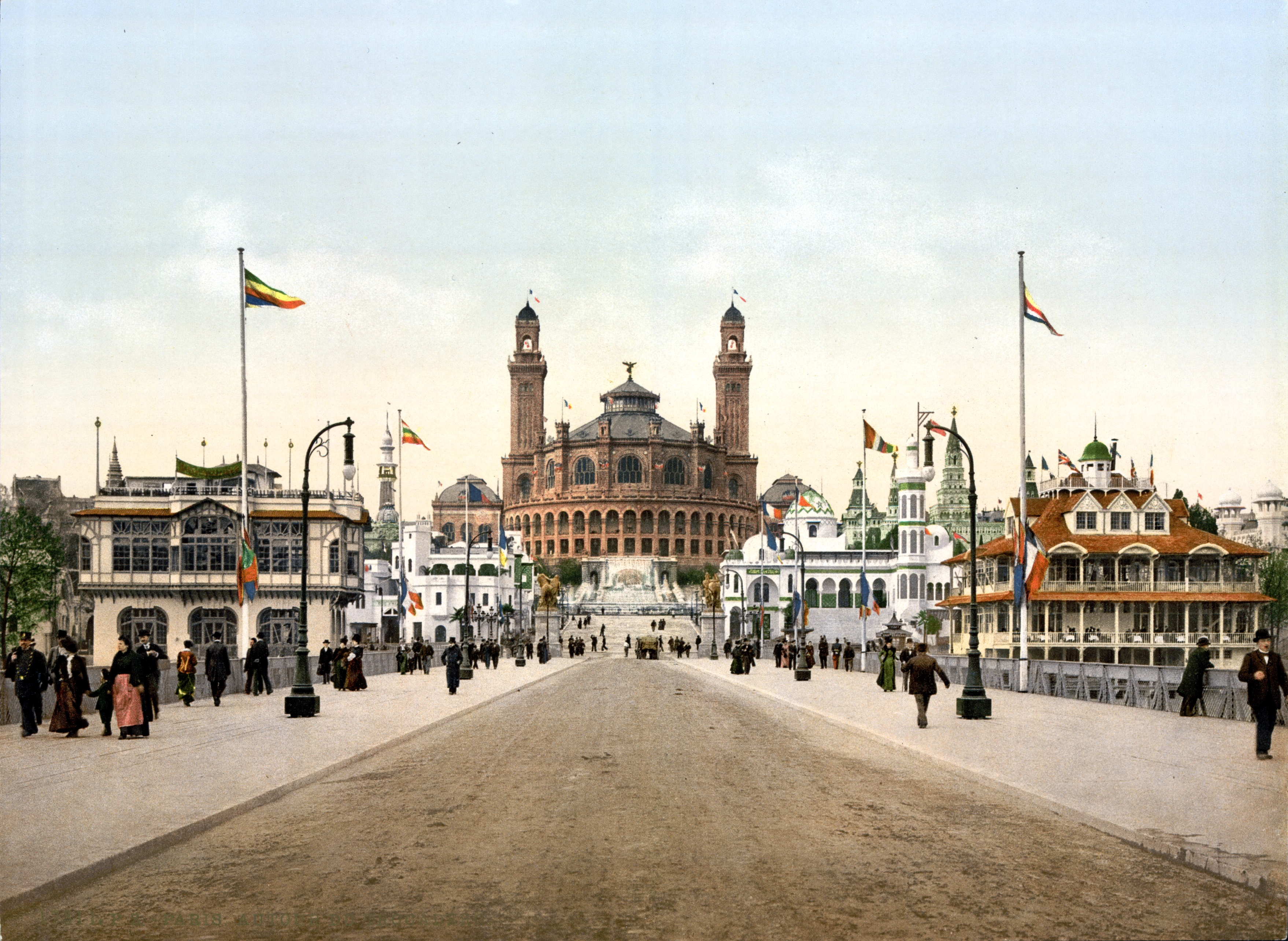
Palác Trocadéro při světové výstavě 1900

Palác Trocadéro nazývaný též Kamenný palác postavili pro výstavu architekt Gabriel-Jean-Antoine Davioud a inženýr Jules Bourdais. Zde prezident Patrice de Mac-Mahon přijímal velvyslance a cizí knížata. Palác byl vybaven sálem a velkou koncertní síní.
Aristide Cavaillé-Coll vybudoval pro palác velké varhany, za které získal Řád čestné legie. Inženýr Jean-Charles Alphand, tvůrce pařížských parků, vytvořil venkovní prostory.
Sochy kontinentů, které zdobily průčelí paláce Trocadero, byly přemístěny do Musée d'Orsay. Další sochy zvířat rozmístěné okolo paláce našly své místo na nádvoří Orsay nebo poblíž Porte Dauphine. Do Nîmes byla převezena socha býka, druhá byla umístěna před hlavní vchod do starých jatek Vaugirard, nyní Parc Georges-Brassens.

## Veletržní palác
Veletržní palác nazývaný též Kovový palác sloužil jako hlavní výstavní pavilon, kde se představovaly všechny národy. Budova obdélníkovitého půdorysu se rozkládala na ploše 420 000 m2. Kovovou konstrukci vytvořili inženýr Henri de Dion, který zemřel během stavby a architekt Léopold Hardy.
Na jedné straně paláce se nacházely stánky jednotlivých zemí. Druhá strana byla vyhrazena francouzským koloniím. Uprostřed budovy bylo vystaveno výtvarné umění a stánek města Paříže. Hala Práce (Galerie du Travail) představovala bohatství lidských znalostí a umožňovala návštěvníkům pozorovat dělníky přímo při práci. Svět hraček ukazoval výukové hračky jako malé parní stroje, soukolí pohyblivých hodin, stavebnice a pohyblivé panenky.
Sekce antropologie vystavovala sbírku lebek vrahů souběžně s konáním Mezinárodního antropologického kongresu.

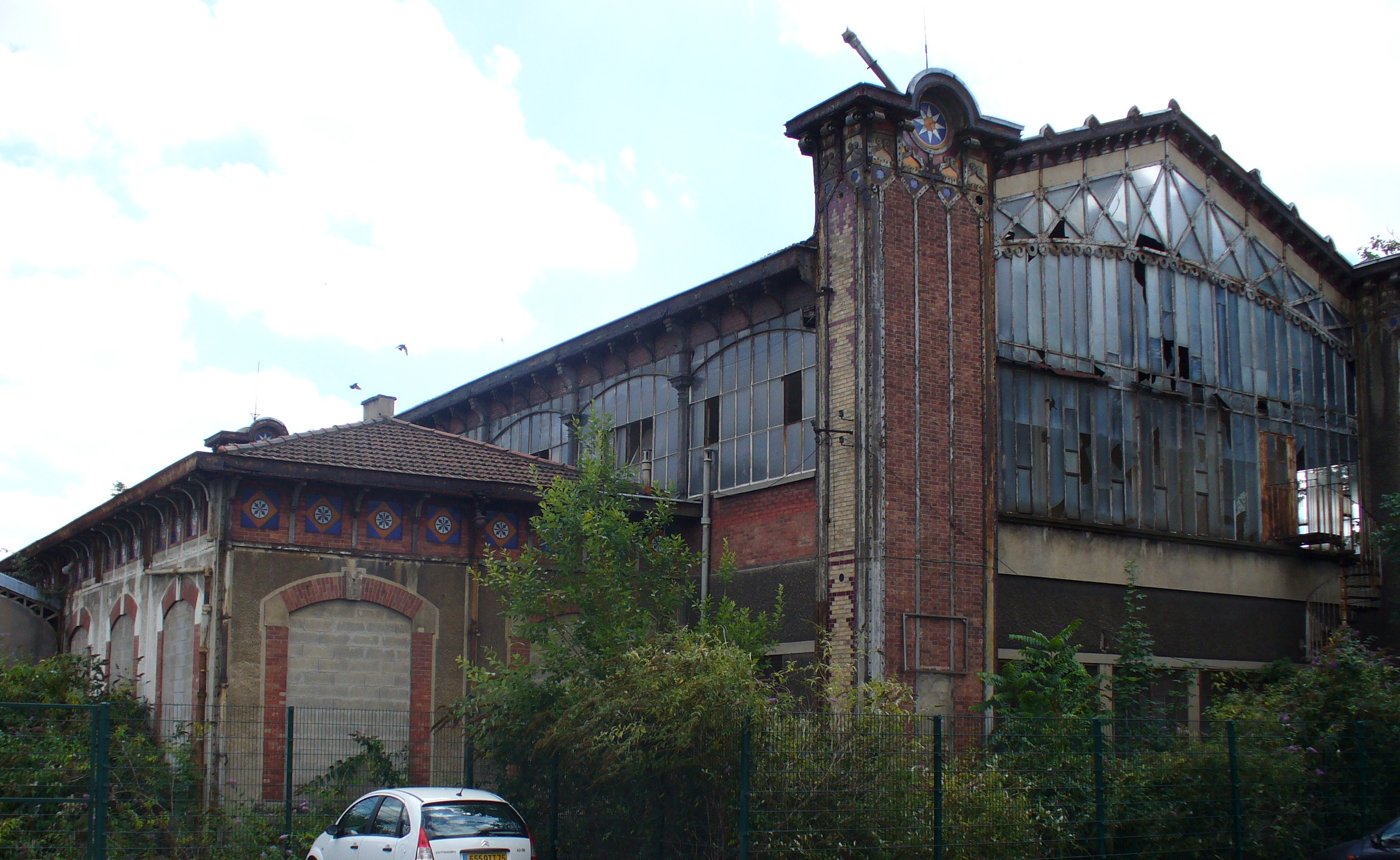
Nádraží v Asnières-sur-Seine

## Osudy staveb
Jedna z budov byla přenesena pod názvem „Hangár Y“ do Meudonu, kde dosud stojí. Další se nachází v Belfortu. Další byla přeložena na Quai de la Loire u jižního konce Bassin de la Villette, kde nyní slouží jako kino. Jiný pavilon byl v roce 1888 přestavěn a slouží jako gymnázium Jean Jaurès v Paříži. Další slouží jako pivovar v průmyslové zóně v Châlons-en-Champagne. Nádraží vybudované na Champ-de-Mars bylo v roce 1898 přeneseno do Asnières-sur-Seine.

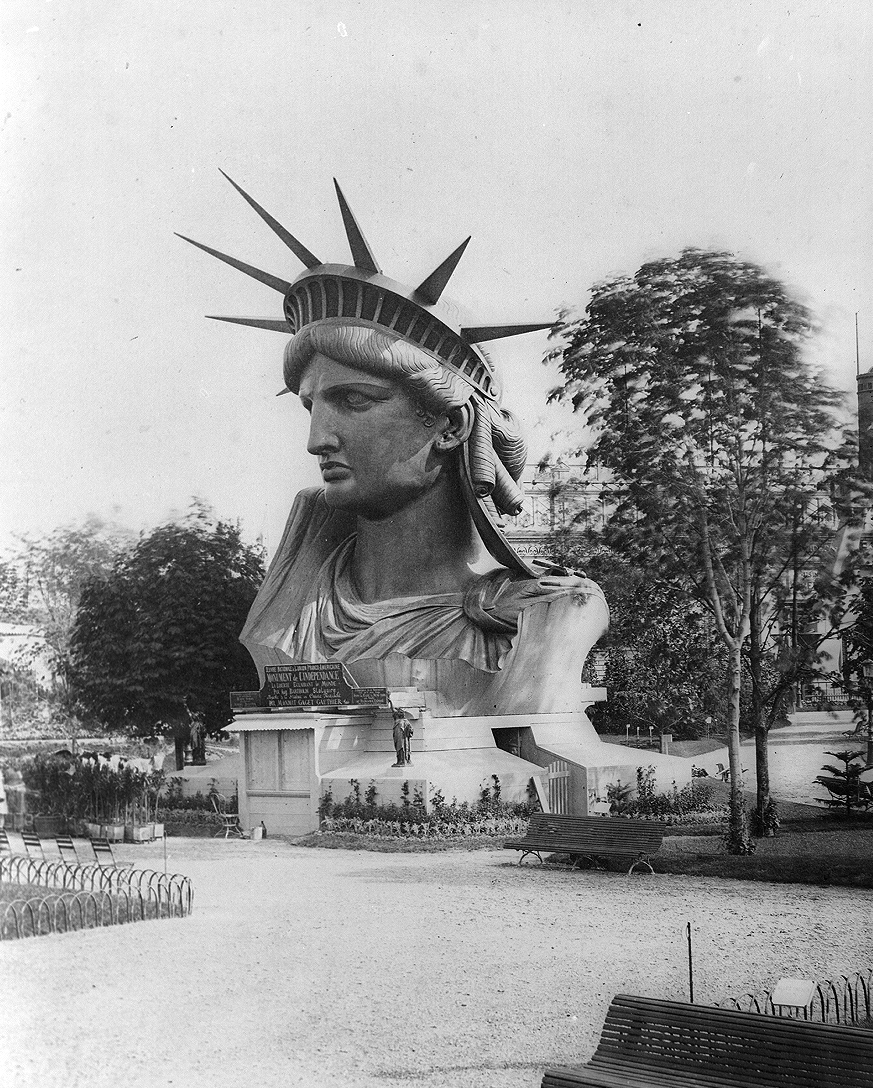
Hlava Sochy Svobody

## Zajímavosti na výstavě
- Na Champ-de-Mars byla vystavena hlava Sochy Svobody.
- Na místě po opuštěných starých kamenolomech, které se nacházely na svahu kopce Chaillot, bylo vybudováno akvárium. Bylo integrováno do zahrady, kterou navrhl Jean-Charles Alphand. Část byla otevřená a část byla v podzemí v dolech, kde byla napodobenina jeskyně.
- Vynálezce Henri Giffard postavil balon s objemem 25 000 m3, který unesl 40-50 cestujících. Balon byl umístěn v Tuilerijských zahradách. Denně se uskutečnilo asi 10 výstupů až do výšky přes 500 metrů.
- Výrobce šampaňského Mercier vystavil sud s kapacitou 75 000 lahví. Tento sud byl ovšem překonán vystaveným sudem z Rakouska-Uherska o objemu 100 000 litrů.
- Benjamin Peugeot obdržel Řád čestné legie za výrobu šicího stroje
- Émile Reynaud získal čestné uznání za svůj praxinoskop, předchůdce kinematografu
- Stříbrnou medaili za snímky egyptských a nubijských pouštních kmenů obdržel osmanský fotograf Pascal Sébah.
- Stříbrnou medaili získal také kanadský fotograf Alexander Henderson.
- Součástí doprovodného programu byly koncerty 80členného orchestru, který v budově Oranžérie dirigoval Jean-Baptiste Arban spolu s dalšími renomovanými dirigenty. Jedním z nich byl i hudební skladatel a dirigent Béla Kéler, rodák z Bardejova, který zde dirigoval 30 koncertů mezi 24. květnem a 21. červnem.[1]